# Ryszard Misiek
Ryszard Gwalbert Misiek (ur. 23 marca 1947 w Legnicy, zm. 24 sierpnia 2010 we Wrocławiu) – polski muzyk jazzowy, saksofonista, twórca i kierownik Polskiego Teatru Instrumentalnego (1975-1987), uważany również za twórcę opery instrumentalnej.
Studiował na Politechnice Wrocławskiej (Wydział Mechaniczny) oraz w Instytucie Filozofii Uniwersytetu Wrocławskiego, zaś tajniki muzyki zgłębiał w Hochschule fur Music und Darstellende Kunst w Grazu. Kilkukrotny laureat festiwalu Jazz nad Odrą w latach 70. (w 1974 roku otrzymał stypendium im. Krzysztofa Komedy). W latach 1990–1993 wykładowca w klasie teatru instrumentalnego na McGill University w Montrealu. Kompozytor, inscenizator pokazów multiwizyjnych (1997); lider grupy "R.G. Misiek Quartet" (1996) i "Misiek Rap Machine" (1996).

## Studia
- mechanika – Politechnika Wrocławska – 1975;
- filozofia – Uniwersytet Wrocławski;
- muzyka – Hochschule fur Music und Darstellende Kunst, Graz (Austria).

## Twórczość
Nagrody jazzowe, udział w festiwalach:
- 1970: Jazz nad Odrą:
  - I nagroda za kompozycję Defloracje
  - II nagroda w kategorii jazzu nowoczesnego dla Wrocławskiej Grupy Awangardy Instrumentalnej "Freedom"
  - II nagroda w kategorii solistów-instrumentalistów
- 1970: Jazz Jamboree
- 1971: Jazz nad Odrą
  - I nagroda  w kategorii jazzu nowoczesnego dla Teatru Instrumentalnego "Freedom"
  - I nagroda za kompozycję Amfreegonia
- 1972-1973: Hochschule fur Music und Darstellende Kunst Graz-Austria, koncerty klubowe Niemcy, Szwajcaria
- 1974: Stypendium im. Krzysztofa Komedy
- 1978: Festiwal Polskiej Muzyki Współczesnej Wrocław
- 1978: Międzynarodowy Festiwal Muzyki Współczesnej "Warszawska Jesień 1978"
- 1979-1980: Stypendium Ministerstwa Kultury i Sztuki, Niemcy
- 1975, 1976, 1978, 2009: koncerty w czasie kolejnych festiwali Jazz nad Odrą
- festiwale zagraniczne – Niemcy, Włochy, Szwajcaria, Dania

Premiery widowisk i spektakli:
- Duch nie zstąpi bez pieśni – widowisko muzyczne w 2 częściach – 22 marca 1975, Teatr Współczesny, Wrocław
- Preludia portretowe – widowisko muzyczne małych form – 13 listopada 1976, ACK "Pałacyk", Wrocław
- Muzyka dnia – szeroka muzyka na muzitorów i samochody – 7 czerwca 1978, ul. Świdnicka, Wrocław
- Sonata widm – szeroka muzyka na teatr instrumentalny dla A. Strindberga – 18 lutego 1978, ACK "Pałacyk"
- Szkice Polskie – etiudy na teatr instrumentalny – 1981, Hamburg, Kilonia, Schersberg
- Proces – szeroka muzyka na teatr instrumentalny dla Franza Kafki – 13 marca 1982, Teatr Muzyczny, Gdynia
- Taniec lokatora – 1 października 1983, Teatr Instrumentalny przy Teatrze Muzycznym Gdynia
- Wejście gladiatorów – 29 czerwca 1985, Polski Teatr Instrumentalny, Gdynia
- Misiek i bobasy z muzycznej klasy – 6 grudnia 1986, Polski Teatr Instrumentalny, Gdańsk
- The Impossible Concert – Practice patterns for musitors  – 1 kwietnia 1990, PCH Montreal
- Cage – 2 marca 1991, PCH Montreal
- In Search of Dead Music – 7 grudnia 1991, PCH Montreal

W latach 1994–2010 był autorem kompozycji do wielu wystaw plastycznych i projektów multimedialnych realizowanych w kraju
i za granicą w tym akcje multimedialne Witolda Liszkowskiego pod nazwą MULTIWIZJE. Ponadto Ryszard skomponował pół godzinny utwór, który zatytułował „Muzyka na Twoje wyznanie”, który towarzyszył moim wielkoformatowym projekcjom i akcjom plenerowym  „Sztuka zjawiskowa” podczas pokazów w Polsce, Niemczech i Czechach w latach 1997 - 2004... - Witek Liszkowski.